# Wendigo (personaggio)
Il Wendigo è un personaggio dei fumetti, creato da Steve Englehart (testi) e Herb Trimpe (disegni), pubblicato dalla Marvel Comics. Apparso per la prima volta in The Incredible Hulk n. 162 (aprile 1973), trae la sua origine dall'omonimo mostro mitologico ed è il risultato di una maledizione diffusa nei boschi del nord del Canada che colpisce chi ha compiuto atti di cannibalismo.

## Biografia del personaggio
Sono molte le persone colpite dalla maledizione di Wendigo, tra le quali Paul Cartier, Georges Baptiste, Francois Lartigue, Lorenzo, Mauvais e altri. Questa maledizione è stata creata dagli Antichi Dei della Terra (come Gea, Oshtur, i Vishanti e il Demiurgo e gli antichi demoni come Chthon, Set o la Bestia) nel tentativo di scoraggiare il cannibalismo umano. Una volta colpiti si diventa un mostro peloso e sovrumano che vagabonda nei boschi mangiando umani. Il Wendigo combatte spesso contro Hulk, Wolverine e l'Alpha Flight. Paul Cartier si trasformò nel Wendigo, per poi combattere contro Hulk e fuggire. Incontrò di nuovo Hulk con Wolverine, coi quali si scontrò, ma poi guarì quando il professore universitario Georges Baptiste divenne il nuovo Wendigo.
Baptiste, in seguito, come Wendigo terrorizza un gruppo bloccato tra la neve, combatte Wolverine, Nightcrawler e i membri di Alpha Flight, per poi venire catturato e ritrasformato in umano da Shaman, sebbene Baptiste venga arrestato dal dipartimento H.
A sua volta si trasforma in Wendigo il cacciatore di pellicce Francois Lartigue, combatte contro Hulk dopo Bruce Banner si imbatté in una cabina appartenente a lui e a Sasquatch, e fu preso per essere curato da Shaman.
Una giornalista di nome Anna Brooks si imbatte in Wendigo durante una ricerca di bambini scomparsi, credendo per opera di un bigfoot. Questo avvistamento fa sì che J. Jonah Jameson invii Peter Parker nella Columbia Britannica, dove le azioni del mostro avevano attirato anche Wolverine. Ciò portò i due supereroi a lavorare insieme per fermare Wendigo.
Wendigo combatté anche contro un lupo mannaro di notte in un numero di Marvel Comics Presents. Le sue apparizioni più frequenti sono state nella serie limitata Sabretooth: Open Season # 1–4, dove questi viene ingaggiato per uccidere un Wendigo, alla fine riuscendoci.
Alcuni anni dopo, emerge un nuovo Wendigo, che porta a una lotta con Wolverine e She-Hulk. Un supereroe canadese locale, Talisman, arriva e afferma di avere una cura magica per le condizioni del Wendigo. Dopo una lunga battaglia, Wendigo viene sconfitto da un attacco combinato dei suoi due avversari e messo sotto la custodia dello S.H.I.E.L.D. In seguito questo Wendigo viene apparentemente accolto dal Dipartimento K con sede in Canada e gli viene dato un collare elettrico che tiene sotto controllo la bestia solitamente insensata ed è integrata come membro di Weapon: PRIME, un team di agenti ciascuno con un rancore personale contro Cable. La loro prima missione è quella di abbattere quest'ultimo, ma la X-Force si dimostra più che capace, poiché Cable teletrasporta tutti i loro effetti personali dalla base e fa scattare il dispositivo di autodistruzione, anche se il dispositivo si guasta ed esplode presto. Separata da Cable, X-Force aiuta Kane, Bridge e Rictor a fuggire dalla base che esplode, mentre mancano Grizzly, Wendigo (ora chiamato Yeti) e Tigerstryke. Bridge e Kane vogliono ancora arrestare l'X-Force e chiama il rinforzo dello S.H.I.E.L.D., ma Rictor si schiera con la X-Force, poiché il suo rancore è solo contro Cable, non i suoi ex compagni di squadra. Successivamente il colletto di Wendigo viene scambiato con un impianto neurologico che dà più controllo all'uomo all'interno della bestia, permettendogli persino di parlare.
Durante la trama della Guerra del Caos, viene rivelato che esiste un branco di Wendigo nello Stretto di Bering dopo che Hulk Rosso viene attaccato da uno di loro, attratto dal suo fuoco da campo mentre cucinava un pasto. Un Wendigo morde questi sulla spalla facendogli sanguinare un caldo sangue radioattivo. Così Hulk Rosso lo uccide, mentre gli altri vengono per reclamare il corpo e mangiarlo. Viene anche rivelato che le Grandi Bestie sono costrette a manipolare la maledizione del Wendigo per consentire la trasformazione di diverse persone istantaneamente invece di una sola, al fine di creare un esercito per combattere con loro contro il re del caos Amatsu-Mikaboshi.
Questi Wendigo in seguito riescono in qualche modo a invadere Las Vegas, dove vengono affrontati dal Grey Hulk. Il Grey Hulk viene aiutato nella lotta contro di loro da Moon Knight, Ms. Marvel e Sentry. Colpito da alcuni detriti, in seguito appare Green Hulk, tuttavia, i Wendigo lo infettano, trasformandolo in un "Wendihulk" che attacca i supereroi. Successivamente però, appare lo stregone Fratello Voodoo, che cura Hulk e gli altri Wendigo.
Quando gli studenti della Avengers Academy incontrano l'ex-scagnozzo di Norman Osborn, Jeremy Biggs, si viene a sapere che la compagnia di Biggs ha acquistato un Wendigo che ha ucciso Steve, un altro ex-scagnozzo di Osborn con poteri basati sul ghiaccio.
Durante la trama Fear Itself del 2011, un Wendigo è tra i cattivi di Alpha Flight riuniti da Vindicator e dal Dipartimento H per diffondere il programma Master of the World "Unity" e sconfiggere Alpha Flight come membro dell'Alpha Strike.
Come parte dell'iniziativa Marvel Comics del 2012, Marvel NOW!, appare un Wendigo come membro dell'Omega Flight. Wendigo e il resto del gruppo vengono inviati dal Dipartimento H per indagare su uno dei siti della bomba di origine lasciati da Ex Nihilo a Regina, in Canada, una missione in cui Wendigo viene ucciso.
Un Wendigo viene successivamente reclutato da Kade Kilgore per unirsi alla facoltà dell'Accademia del Club Infernale.
Un Wendigo viene convocato a Las Vegas attraverso il pozzo dei desideri di Tyrannus insieme con Bi-Bestia, Fin Fang Foom, Umar e Arm'Cheddon per combattere Hulk. Questo Wendigo è capace di un linguaggio umano minimalista e si unisce a Bi-Bestia per usare i poteri del pozzo e consentire loro di crescere fino a circa 30 m di altezza per combattere. Tuttavia, entrambe le creature vengono facilmente sconfitte da Hulk e vengono imprigionate insieme con Arm'Cheddon nella dimensione oscura di Umar fino a quando Tyrannus e Fin Fang Foom non irrompono nella dimensione, permettendo loro di fuggire nel caos.
Un successivo scontro tra due impiegati canadesi di un impianto di confezionamento della carne ha provocato l'uccisione accidentale di uno e l'altro ha cercato di coprirlo facendo scorrere il corpo attraverso il tritacarne. Ciò ha provocato uno scoppio di massa della Maledizione di Wendigo, aggravata ulteriormente dalla maledizione trasmessa attraverso le ferite da morso inflitte dai Wendigo, in un processo simile alla licantropia. Un'infezione di questo fenomeno oltre i confini del Canada è inizialmente prevenuta dai limiti mistici della Maledizione di Wendigo, ma con l'incontrollabile scoppio, la bestia Tanaraq (il "padre" del Wendigo) guadagna abbastanza potere per rovesciare i suoi simili e intende diffondere la maledizione in tutto il mondo. Tuttavia, gli sforzi combinati degli X-Men, di altre bestie e di Guardian sconfiggono il suo piano, eliminando di conseguenza la maledizione.
In seguito Spider-Woman, con l'aiuto di Ms. Marvel e di Porcospino, ha chiuso un ristorante canadese che aveva segretamente servito ai suoi clienti carne umana nel tentativo di provocare un altro proliferare di Wendigo.
Quando Jimmy Hudson appare sulla Terra-616 dopo la trama di "Secret Wars" del 2015, i cittadini lo scambiano per un Wendigo e gli sparano prima che si verifichi un vero attacco Wendigo. Successivamente, ripresosi dallo sparo, Hudson combatte il Wendigo.
La Roxxon in seguito parte per una spedizione archeologica per trovare un Wendigo. Quando un Wendigo attacca una scienziata di nome Ella Stirling, viene salvata da Arma H. È stato rivelato che il dirigente della Roxxon, Mr. Banks, fece mangiare a Wendigo un minatore di nome Philips Wagoner nel luogo in cui risiedeva il Partito Avingnon durante una tormenta. Il risultato di questo ha trasformato Philips Wagoner in un Ur-Wendigo che è più potente di qualsiasi Wendigo normale e può diventare più grande mangiando carne. L'Ur-Wendigo raggiunse Arma H e cercò di mangiarlo intero solo per far apparire Dottor Strange. Dato che l'Ur-Wendigo era immune agli incantesimi, Arma H prese in prestito l'Ascia di Angarruumus del Dottor Strange e si è lasciato mangiare dall'Ur-Wendigo per ucciderlo dall'interno.

## Poteri e abilità
Wendigo è noto per la forza sovrumana che possiede, sufficiente a combattere alla pari con esseri comeHulk e la Cosa. Alla forza si aggiunge una resistenza enorme, al punto da poter resistere a colpi di mitragliatrice pesante senza subire lesioni. Ma anche in caso di gravi ferite, un Wendigo è in grado di rigenerarsi molto velocemente, addirittura se gli viene strappato il cuore che se viene mangiato la persona precedente viene liberata dalla maledizione ma chi lo mangia diventa il nuovo Wendigo. Nonostante le grandi dimensioni, è in grado di correre a velocità superiori a quelle di un atleta e, poiché la muscolatura genera meno acido lattico degli umani, possiede una grande resistenza. Alle capacità fisiche si aggiungono degli artigli molto affilati su mani e piedi, in grado di ferire anche la pelle di Hulk.
Anche se ogni Wendigo era una volta un essere umano, nella maggior parte dei casi è rimasto ben poco della persona originale. Possiede poca intelligenza e può essere considerato non senziente e, con l'eccezione di casi brevi e rari, non è in grado di ricordare le cose della sua vita precedente. Scarseggia anche in capacità comunicative, non potendo pronunciare altro che il suo nome, che spesso urlerà e ripeterà durante gli scontri. Stregoni come Mauvais e Lorenzo sono stati in grado di evitare questo aspetto della maledizione, usando la magia per ottenere il potere del Wendigo mantenendo la loro intelligenza e il potere della parola.
Il Wendigo attuale è Wolverine, sacrificatosi per salvare il suo amico Luc Lemay.

## Altri media

### Televisione
Il Wendigo compare in:
- L'incredibile Hulk (1996)
- Marvel Super Heroes: What The--?! (2009)
- Wolverine e gli X-Men (2009)
- Avengers - I più potenti eroi della Terra (2010)
- Ultimate Spider-Man (2012)
- Hulk e gli agenti S.M.A.S.H. (2013)
- Avengers Assemble (2013)
- Lego Marvel Avengers: Code Red (2023)

### Videogiochi
Il Wendigo compare in:
- X-Men
- X-Men: Madness in Murderworld
- X-Men 2: La vendetta di Wolverine
- Marvel Super Hero Squad Online
- Marvel: Avengers Alliance
- LEGO Marvel's Avengers